# توماس كورك
توماس كورك (بالإنجليزية: Thomas Crook)‏ هو سياسي أمريكي، ولد في 22 مايو 1798، وتوفي في 3 أكتوبر 1879. حزبياً، نشط في الحزب الديمقراطي. وقد انتخب عضو مجلس ولاية نيويورك.